# Lukáš Rosol
Lukáš Rosol (født 24. juli 1985 i Brno, Tjekkoslovakiet) er en professionel tennisspiller fra Tjekkiet.